# モービウス
『モービウス』（Morbius）は、マーベル・コミックの同名のキャラクターをベースにした、2022年のアメリカ合衆国のスーパーヒーロー映画。コロンビア ピクチャーズとマーベル・エンターテインメントが製作する、「ソニーズ・スパイダーマン・ユニバース」の第3作目。

## ストーリー
天才的な頭脳を持つ医師マイケル・モービウスは、コスタリカの死の山と呼ばれる場所で自身の血液を使い、洞窟に潜む蝙蝠達を捕獲した。彼は生まれつき不治の病を患っており、ギリシャで医師をしているエミール・ニコラスの医療施設で新しく入ってきたばかりの親友ルシアン(マイロ)と入院していた。しかしマイロの生命維持装置の故障を直したことで、エミールからその才能をもっと良いところで使うようにアメリカの学校へ入学するためのサポートを受け、成人後にノーベル賞候補になる程の医師になっていたのだ。コスタリカから帰国後、捕獲した蝙蝠から吸血する器官を摘出し、それをヒトの細胞と組み込むことでキメラ細胞を産み出し血清を生成した。だが、余命幾ばくも無いモービウスは、おなじ病に苦しんでいるマイロからの支援を受け、実験の為に用意されたタンカーで、同僚のマルティーヌ・バンクロフトに完成した血清を自らに打たせたことで、血を求める吸血鬼のようなクリーチャーに変貌してしまい、異変に気付いた傭兵達を皆殺しにしてしまうのだった。ところがそれは悪夢の始まりにすぎなかったのだ。

## キャスト
マイケル・モービウス
演 - ジャレッド・レト、日本語吹替 - 中村悠一
ノーベル生理学・医学賞を受賞した経験を持つ天才医師。生まれつきの血液系疾患を抱えているため、違法にコウモリの血清を利用した治療を試みる。治療に成功したものの、徐々に彼の体に異変が起き始める。
少年時代のマイケル・モービウス
演 - チャーリー・ショットウェル、日本語吹替 - 田村睦心
ルシアン / マイロ・モービウス
演 - マット・スミス、日本語吹替 - 杉田智和
モービウスと同じく血液系疾患に苦しんでいる彼の友人。資産家であり、モービウスの研究を資金面で援助する。“マイロ”はモービウスが初めて出会った時から呼ぶあだ名であり(前に彼と一緒だった友人やそのまた前の友人もマイロと呼ばれていた。)、本名はルシアン。
少年時代のルシアン
演 - ジョセフ・エッソン、日本語吹替 - 松本沙羅
マルティーヌ・バンクロフト
演 - アドリア・アルホナ、日本語吹替 - 小林ゆう
モービウスの同僚の医師。
エミール・ニコラス
演 - ジャレッド・ハリス、日本語吹替 - 佐々木勝彦
モービウスの助言者である医者。少年時代のモービウスやマイロを自身が運営する医療施設に引き取り、面倒を見てきた。原作では年は離れておらず、大学の親友という設定である。
サイモン・ストラウド
演 - タイリース・ギブソン、日本語吹替 - 楠大典
FBI捜査官。モービウスを追う。
アルベルト・“アル”・ロドリゲス
演 - アル・マドリガル、日本語吹替 - 牛山茂
FBI捜査官。ストラウドと共にモービウスを追う。
ミスター・フォックス
演 - コーリイ・ジョンソン
傭兵。モービウスに惨殺される。
エイドリアン・トゥームス / バルチャー
演 - マイケル・キートン、日本語吹替 - 大川透
『スパイダーマン:ホームカミング』で初登場。別世界から突然転送された武器商人。恨んでいたスパイダーマンが関与していると考えた彼は、逃亡中のマイケルにある提案を持ち掛ける。

## 製作

### 企画
2018年6月までに主演はジャレッド・レトに決定し、ダニエル・エスピノーサが監督を務めることが決まった。

### 撮影
撮影は2019年2月末にロンドンで開始され、制作は2019年6月まで行われた。

## 公開
2020年1月13日に予告編が公開され、同年7月31日に全米公開が発表された。しかし、新型コロナウイルスの影響により何度か公開が延期され、最終的に2022年4月1日に日米同時公開されることとなった。2022年3月1日にはロシアによるウクライナ侵攻に抗議するためロシア国内での上映が中止されることが発表された。

## 作品の評価

### 映画批評家によるレビュー
Rotten Tomatoesによれば、273件の評論のうち高評価は15%にあたる42件で、平均点は10点満点中3.8点、批評家の一致した見解は「独創性のないエフェクト、決まりきったやり方の演技、そしてほとんど無意味な馬鹿げたストーリーに呪われた、この退屈な汚物は『モービウス』を実現するための無駄な試みである。」となっている。
Metacriticによれば、55件の評論のうち、高評価は7件、賛否混在は25件、低評価は23件で、平均点は100点満点中35点となっている。